# 항 (논리학)
수리논리학과 재작성 시스템에서 항(項, 영어: term)은 논리식을 이루는 각각의 수학적 대상들이다. 상수와 변수, 그리고 그들에 대한 함수 연산을 바탕으로 하여 재귀적으로 정의된다. 각 항은 술어 또는 함수 연산에 감싸이거나 연결자로 인해 연결되어 논리식을 구성한다.

## 같이 보기
- 방정식
- 수식